# Strażnica KOP „Wilia”

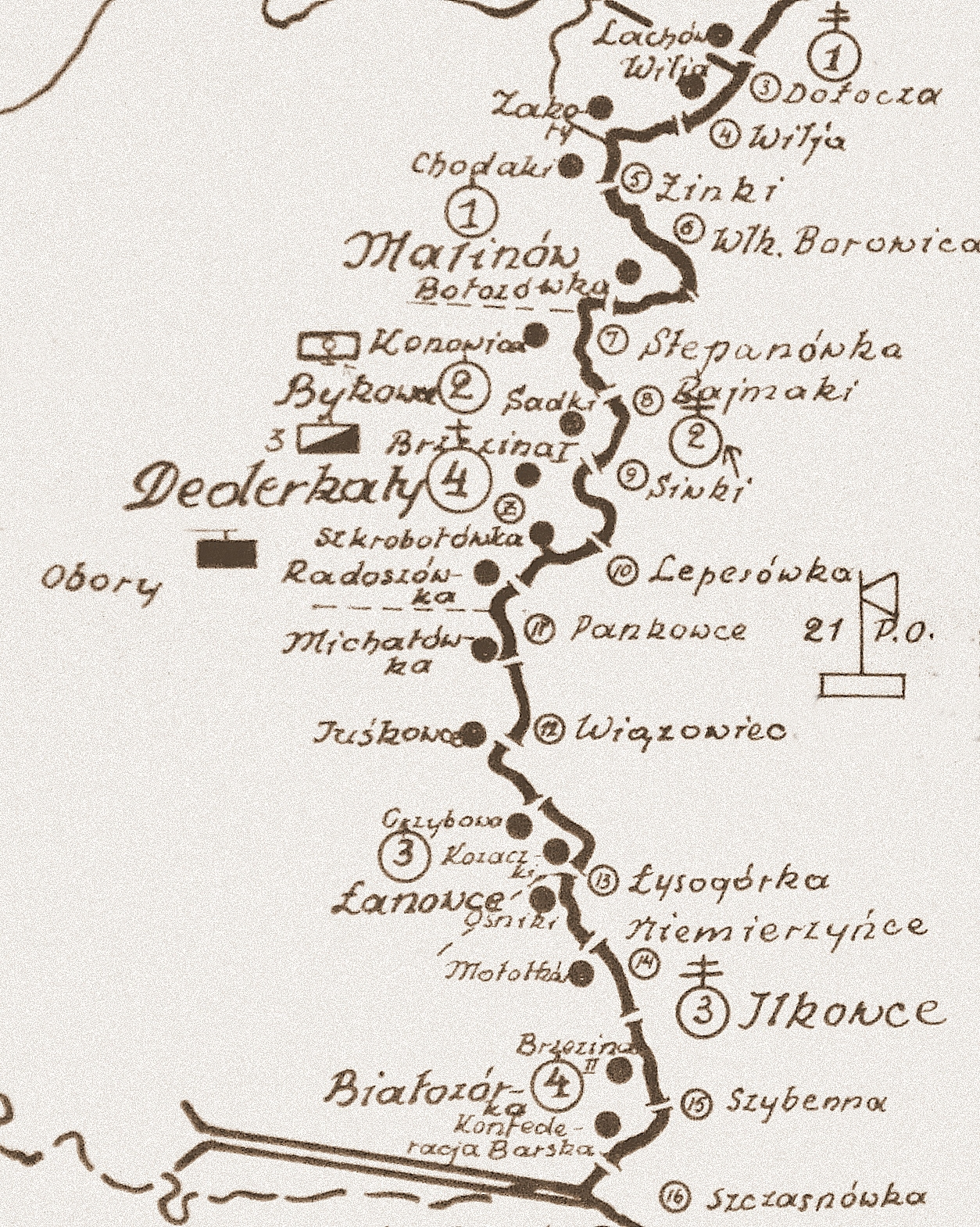
Rozmieszczenie batalionu KOP „Dederkały” w 1931

Strażnica KOP „Wilia” – zasadnicza jednostka organizacyjna Korpusu Ochrony Pogranicza pełniąca służbę ochronną na granicy polsko-sowieckiej.

## Formowanie i zmiany organizacyjne
W 1924 w składzie 1 Brygady Ochrony Pogranicza, został sformowany 4 batalion graniczny. W 1928 w skład batalionu wchodziło 17 strażnic, w tym 117 strażnica KOP „Wilia” . W latach 1928 – 1939 w strukturze organizacyjnej 1 kompanii granicznej KOP „Malinów” funkcjonowała strażnica KOP „Wilia” . Strażnica liczyła około 18 żołnierzy i rozmieszczona była przy linii granicznej z zadaniem bezpośredniej ochrony granicy państwowej.
W 1932 obsada strażnicy zakwaterowana była w budynku popolicyjnym. Strażnicę z macierzystą kompanią łączyła droga polna długości 17 km.

## Służba graniczna
Podstawową jednostką taktyczną Korpusu Ochrony Pogranicza przeznaczoną do pełnienia służby ochronnej był batalion graniczny. Odcinek batalionu dzielił się na pododcinki kompanii, a te z kolei na pododcinki strażnic, które były „zasadniczymi jednostkami pełniącymi służbę ochronną”, w sile półplutonu. Służba ochronna pełniona była systemem zmiennym, polegającym na stałym patrolowaniu strefy nadgranicznej, wystawianiu posterunków alarmowych, obserwacyjnych i kontrolnych stałych, patrolowaniu i organizowaniu zasadzek w miejscach rozpoznanych jako niebezpieczne, kontrolowaniu dokumentów i zatrzymywaniu osób podejrzanych, a także utrzymywaniu ścisłej łączności między oddziałami i władzami administracyjnymi.
Strażnica KOP „Wilia” w 1932 i 1938 ochraniała pododcinek granicy państwowej szerokości 7 kilometrów 800 metrów od słupa granicznego nr 1752 do 1758.
Sąsiednie strażnice:
- strażnica KOP „Lachów” ⇔ strażnica KOP „Zakoty” – 1928[3], 1929[4], 1931[5] , 1932[6], 1934[7]
- strażnica KOP „Bołotkowce” ⇔ strażnica KOP „Zakoty” – 1938[8]